# Saint-Germain-de-Belvès
Saint-Germain-de-Belvès is een gemeente in het Franse departement Dordogne (regio Nouvelle-Aquitaine) en telt 139 inwoners (1999). De plaats maakt deel uit van het arrondissement Sarlat-la-Canéda.

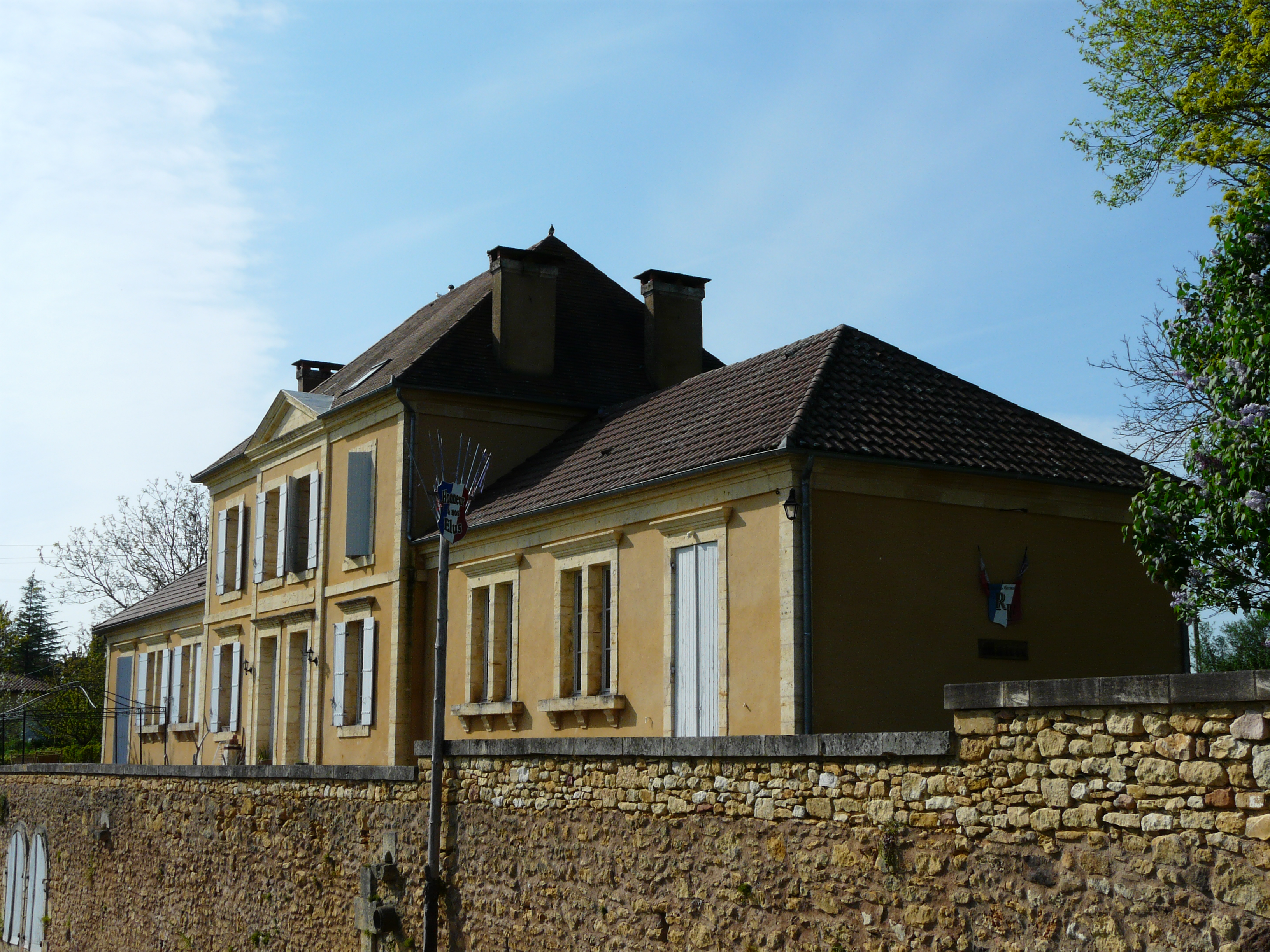
Gemeentehuis
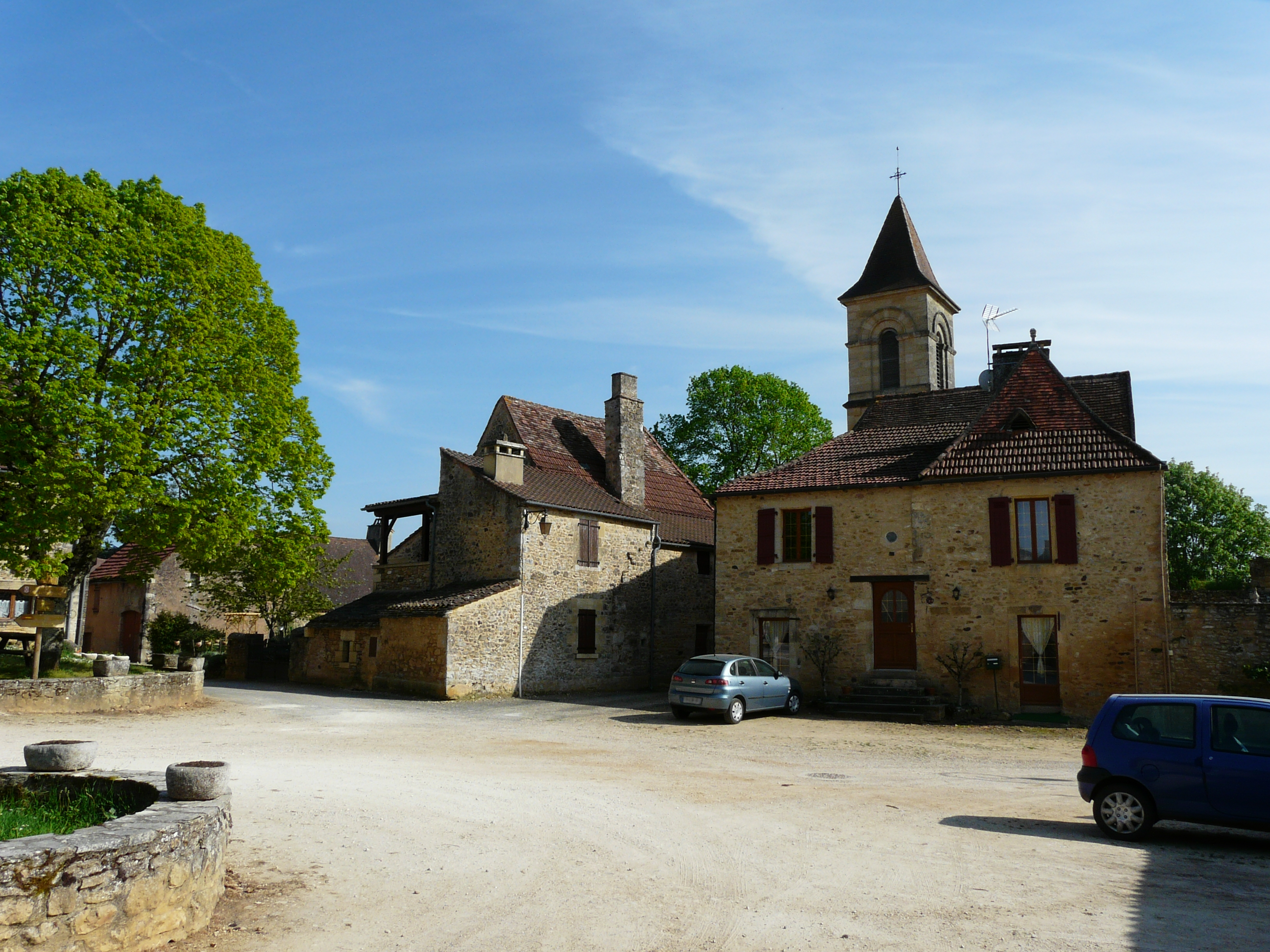
Centrum

## Geografie
De oppervlakte van Saint-Germain-de-Belvès bedraagt 7,2 km², de bevolkingsdichtheid is 19,3 inwoners per km².
De onderstaande kaart toont de ligging van Saint-Germain-de-Belvès met de belangrijkste infrastructuur en aangrenzende gemeenten.

## Demografie
Onderstaande figuur toont het verloop van het inwonertal (bron: INSEE-tellingen).